# Scott Peck
Pour les articles homonymes, voir Peck.
Morgan Scott Peck, né le 22 mai 1936 et mort le 25 septembre 2005, est un psychiatre et auteur américain.

## Œuvres
Il est l'auteur, notamment, du best-seller Le Chemin le moins fréquenté, paru aux États-Unis en 1978, vendu à plus de 5 millions d’exemplaires, traduit dans une trentaine de langues, précurseur des ouvrages de développement personnel.
Peck a poursuivi sa réflexion sur le développement personnel dans deux autres ouvrages, Plus loin sur le chemin le moins fréquenté (1993), et Au-delà du chemin le moins fréquenté (1997).
Il est l’auteur de nombreux autres ouvrages, mêlant expérience personnelle en tant que psychiatre et réflexions sur le sens de la vie.